# Alessandro Fortis
Alessandro Fortis (n. 16 septembrie 1841, Forlì, Italia – d. 4 decembrie 1909, Roma, Regatul Italiei) a fost un politician italian, care a fost cel de-al 18-lea prim-ministru al Italiei între 1905 și 1906.

## Cariera timpurie
Fortis, evreu la origine, s-a născut în Forlì, în regiunea Emilia-Romagna, Italia, și s-a format ca avocat. Adept republican al lui Giuseppe Mazzini, s-a alăturat lui Giuseppe Garibaldi în 1866 și a luptat alături de el mai întâi în Trentino, apoi la Mentana și în Franța. După ce a fost ales în Camera Deputaților în 1880, Fortis a lucrat inițial sub conducerea lui Francesco Crispi ca subsecretar de interne (1887–1890). A fost ministru al Agriculturii între 1898 și 1899 în primul guvern al lui Luigi Pelloux (iunie 1898-mai 1899). 
El a demisionat în 1899 și s-a alăturat ulterior opoziției liberale a lui Giovanni Giolitti, al cărui reformism liberal era cel mai apropiat de opiniile politice ale lui Fortis, care s-au moderat de-a lungul timpului. Fortis a susținut o viziune a statului „care se abține de la orice, care își reduce din ce în ce mai mult acțiunile și responsabilitățile sale; statul de care lumea se teme, mai degrabă decât să i se ceară socoteală... este, pare-mi-se, sortit să dispară”.
Liberalii moderați s-au opus măsurilor represive ale lui Pelloux care restricționau activitatea politică și libertatea de exprimare și au urmărit să mențină libertățile constituționale. Fortis a sprijinit guvernele lui Giuseppe Zanardelli (februarie 1901 – noiembrie 1903) și Giolitti (noiembrie 1903 – martie 1905). 

## Prim-ministru
În martie 1905, la recomandarea lui Giolitti, și-a format primul guvern, asociat în principal cu naționalizarea căilor ferate, după ce s-a confruntat cu o grevă feroviară în perioada 17-22 aprilie a acelui an,  care ar fi putut paraliza transportul în țară. Lucrătorii feroviari au devenit angajați publici, ceea ce i-a lipsit de dreptul la grevă. 
În septembrie 1905, Fortis a vizitat Calabria și Sicilia pentru a examina direct amploarea pagubelor provocate de cutremurul din Calabria din 1905. Ulterior a introdus o lege specială pentru a ajuta aceste regiuni sudice. Această măsură a fost prima recunoaștere reală de către statul italian ale problemelor fundamentale care stau la baza subdezvoltării din sud.
Guvernul său a fost înfrânt în Camera Deputaților (camera inferioară a Parlamentului) în decembrie 1905, când un tratat comercial cu Spania care ar fi redus semnificativ tarifele italiene pe vinul spaniol, a fost primit cu o opoziție parlamentară și publică severă și a fost respins.  Fortis a demisionat, a fost redesemnat ca prim-ministru și a format un nou guvern, care nu a câștigat încrederea Camerei Deputaților, după care Fortis și-a dat demisia definitiv în februarie 1906.
A murit în 4 decembrie 1909 la Roma.